# Diaphorus merlimontensis
Diaphorus merlimontensis är en tvåvingeart som beskrevs av Octave Parent 1922. Diaphorus merlimontensis ingår i släktet Diaphorus och familjen styltflugor. Inga underarter finns listade i Catalogue of Life.